# Андреас Вазайос
Андреас Вазайос (9 травня 1994) — грецький плавець.
Учасник Олімпійських Ігор 2012, 2016 років.
Чемпіон Європи з водних видів спорту 2016 року.
Чемпіон Європи з плавання на короткій воді 2019 року, призер 2015, 2017 років.